# Campionati del mondo di ciclocross 2020 - Gara femminile Elite
La ventunesima edizione della gara femminile Elite dei Campionati del mondo di ciclocross 2020 si svolse il 1º febbraio 2020 con partenza ed arrivo da Dübendorf in Svizzera, su un percorso iniziale di 100 mt più un circuito di 3,15 km da ripetere 5 volte per un totale di 15,85 km. La vittoria fu appannaggio dell'olandese Ceylin del Carmen Alvarado, la quale terminò la gara in 45'20", alla media di 20,971 km/h, precedendo le connazionali Annemarie Worst e Lucinda Brand terza.
Partenza con 34 cicliste, delle quali 33 portarono a termine la competizione.

## Squadre partecipanti
| N.    | Cod. | Squadra       |
| ----- | ---- | ------------- |
| 1-3   | BEL  | Belgio        |
| 4-8   | NLD  | Paesi Bassi   |
| 10-12 | USA  | Stati Uniti   |
| 13-14 | GBR  | Gran Bretagna |
| 15-17 | CZE  | Cechia        |
| 18-20 | ESP  | Spagna        |

| N.    | Cod. | Squadra  |
| ----- | ---- | -------- |
| 21-22 | ITA  | Italia   |
| 26    | SUI  | Svizzera |
| 27-29 | FRA  | Francia  |
| 30    | POL  | Polonia  |
| 37    | JPN  | Giappone |
| 38    | EST  | Estonia  |

## Ordine d'arrivo (Top 10)
| Pos. | Corridore                  | Squadra       | Tempo   |
| ---- | -------------------------- | ------------- | ------- |
| 1    | Ceylin del Carmen Alvarado | Paesi Bassi   | 45'20"  |
| 2    | Annemarie Worst            | Paesi Bassi   | a 1"    |
| 3    | Lucinda Brand              | Paesi Bassi   | a 10"   |
| 4    | Katie Compton              | Stati Uniti   | a 1'00" |
| 5    | Yara Kastelijn             | Paesi Bassi   | a 1'26" |
| 6    | Evie Richards              | Gran Bretagna | a 1'44" |
| 7    | Eva Lechner                | Italia        | a 2'25" |
| 8    | Ellen Van Loy              | Belgio        | a 2'46" |
| 9    | Laura Verdonschot          | Belgio        | a 2'52" |
| 10   | Marlène Petit              | Francia       | a 3'06" |